# Alfred Karl Mayer

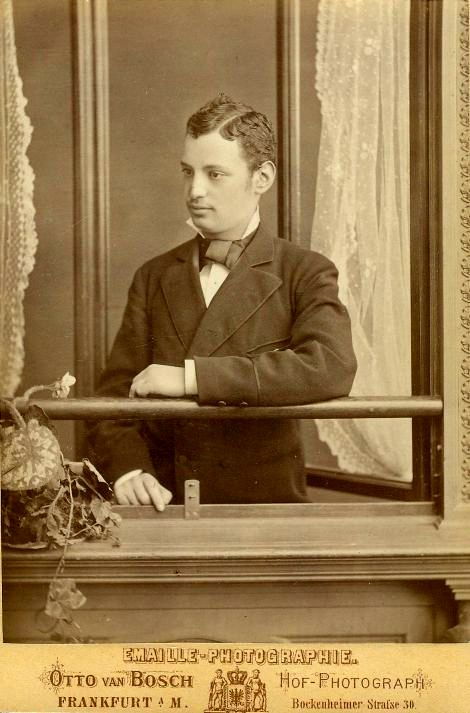
Alfred Mayer in seiner Frankfurter Zeit, 1885

Alfred Karl Mayer (Rufname Alfred, * 31. März 1860 in Frankfurt am Main; † 15. April 1932 in München) war ein deutscher Kunst- und Theaterkritiker.
Alfred Mayer galt noch nach seinem Tod als „echt Schwabinger Erscheinung: Kahl und hutlos, die guten Augen hinter einer Brille.“ Nahezu 75 Jahre war er vergessen und wurde mit dem deutschen Schriftsteller und Verleger Alfred Richard Meyer alias Munkepunke verwechselt. Erst 2005 wurde er wiederentdeckt und auf einem Foto von Gabriele Münter aus dem April 1913 erstmals identifiziert. Das Foto zeigt Mayer zusammen mit Wassily Kandinsky auf dem Balkon des Hauses Ainmillerstraße 36 in München.

## Leben

### Herkunft
Alfred Mayer war der Spross einer Frankfurter jüdischen Kaufmannsfamilie. Er war der Sohn des Carl Rudolph Mayer (1828–1912) und der Rosalie Amelia Oppenheim (1837–1921). Über seine Kindheit und Schulbildung weiß man so gut wie nichts. Nur so viel ist bekannt, dass er als „ältester Sohn jedoch dazu bestimmt war, die Leitung des elterlichen Unternehmens […] L(öb) S(alomon) Mayer zu übernehmen.“ Doch er entschied sich anders – sein jüngerer Bruder Leo Salomon Mayer (Leo S. Mayer, 1864–1913) übernahm die Firma – und zog nach Berlin. Wichtige Quellen zu seinem weiteren Leben stellen seine „Gästebücher“ dar, sowie „Briefe, Postkarten und Federzeichnungen“, die über seine vielfältigen Kontakte informieren.

### Von Frankfurt nach Berlin, 1886–1906
In Berlin prägte der jüdische Literatur-, Theaterkritiker und Bühnenleiter Otto Brahm Mayers Begeisterung für das Theater. Mayers Gästebücher bezeugen seinen freundschaftlichen Umgang u. a. mit dem Dichter und Literaturkritiker Julius Hart, der zusammen mit seinem Bruder Heinrich die Berliner Monatshefte für Literatur, Kritik und Theater gründete. Eintragungen finden sich darin auch von dem Schriftsteller Wilhelm Lentrodt und der Schriftstellerin Martha Asmus. Die Schriftstellerin und Frauenrechtlerin Hedwig Dohm widmete ihm in Grunewald im August 1906 den Aphorismus: „Der starke Wille zum Glück ist der Anfang zum Glück.“

### Von Berlin nach München, 1906–1914
Am 10. November 1906 meldete sich Alfred Mayer als Kunstschriftsteller und Redakteur im Einwohnermeldeamt in München an. Nicht nur sein dortiger Eintrag bezeugt, dass er sich zwischenzeitlich auch mit der Bildenden Kunst vertraut gemacht hatte, sondern auch ein Brief des Malers Fritz von Uhde vom „5.12.06“, der stilistisch im Wesentlichen noch dem Realismus verhaftet war. Doch bald favorisierte Mayer die Avantgarde, dazu zählten z. B. die Maler Albert Weisgerber und Richard Seewald, ebenso wie die beiden Illustratoren Rolf von Hoerschelmann und Alfred Kubin. Ein besonderes Faible entwickelte Mayer für die russischen Maler, die außerdem im „rosafarbenen Salon“ der Malerin Marianne von Werefkin verkehrten. Robert Genin und Wassily Kandinsky hatten es ihm angetan. Alexej Jawlensky hinterließ 1912 in einem seiner Gästebücher als farbfrohes Aquarell die Wiederholung von einem verschollenen Ölgemälde mit dem ursprünglichen Titel Kopf, mit der sibyllinischen Zuschrift: „Unsere Schwächen sind unsere Kraft.“ Ein paar Seiten weiter findet sich ein Selbstbildnis als Tänzer von Alexander Sacharoff, einem Mitglied der Neuen Künstlervereinigung München. Ebenfalls 1912 schmückte Gabriele Münter mit einer Federzeichnung mit sechs bunten Masken eine Seite des gleichen Gästebuchs. – Eine ganze Reihe von weiteren Malern und Malerinnen verewigten sich in Mayers Gästebüchern. Dazu zählt u. a. die jüdische Malerin Margarete Pohl, die 1907 Albert Weisgerber geheiratet hatte. Des Weiteren der Illustrator Emil Preetorius, außerdem die Schriftsteller Wilhelm von Scholz, Wilhelm Schmidtbonn oder Heinrich Mann und die Dichterin Else Lasker-Schüler.

### Während des Ersten Weltkriegs in München
Zu Kriegsbeginn hatte Mayer noch in der Isabellenstraße 24 gewohnt. 1915 zog er in die Kunigundenstraße 29.
Dort hatte er Kontakt u. a. mit der Schriftstellerin Hertha Koenig, den Schriftstellern Hans Ludwig Held, Felix Braun, Georg Hirschfeld und dem Maler Josef Eberz. Mayer war in besonderem Maße um den Blauen Reiter Franz Marc besorgt, der sich „kriegsbegeistert“ vorzeitig schon „am 4. August 1914“ zum Dienst an der Waffe gemeldet hatte. Er machte sich ernsthafte Gedanken, wie für Marc „eine Freistellung […] vom Krieg zu erwirken sei.“ Während eines Fronturlaubs malte Marc in Mayers Gästebuch in Mischtechnik und Collage einen Pokal mit Fuchs und Rehbock. Die Widmung lautet: „Alfred Mayer kredenzt im Kriegsjahr 1915 von fm“. Wohl 1916 erreichte Mayer eines Dezembertages eine Postkarte von Alfred Kubin mit den zynischen Worten: „Ich [...] wünsche Ihnen allen die beste Kriegerweihnacht, die Sie aufbringen können.“ Die Federzeichnung auf der Rückseite zeigt die düstere Darstellung des Todes im Pestgewand, der die Kriegsfackel schwingt, dahinter ein Soldatenfriedhof, Grabkreuze mit aufgesteckten Pickelhauben bis zum Horizont.
Am 8. Februar 1917 heiratete der fast 57-jährige Mayer die attraktive 24-jährige Elisabeth Holnstein. Als Kubin davon erfuhr, gratulierte er mit einer Federzeichnung mit dem Titel Der Amorfänger. Die Darstellung zeigt Mayer mit der Brille auf der Nase, eine Botanisiertrommel auf dem Rücken. Auf einer Wiese war ihm ein geflügeltes Wesen in das Schmetterlingsnetz gegangen. Die dazugehörige kurze Mitteilung lautet: „Meinen herzlichen Glückwunsch! zur mich froh überraschenden Nachricht!“ Am 31. Dezember 1917 kam ihre Tochter Eva in München zur Welt († 28. August 2008 in Leipzig).

### In München 1919–1932
Während dieser Zeit lassen sich u. a. Kontakte zu den Regisseuren Julius Gellner und Josef Eichheim, den Schauspielern Erna Pinner und Otto Wernicke, dem Schriftsteller und Kabarettisten Joachim Ringelnatz, den Malern Adolf Oberländer, Max Kaus, Joseph Eberz, Helmuth Macke und Conrad Felixmüller und dem Tänzerpaar Clotilde von Derp und Alexander Sacharoff nachweisen. 1921 besuchte Mayer in Wiesbaden den Kunstsammler Heinrich Kirchhoff und trug sich am „30.9.21“ in dessen Gästebuch ein.
Am 19. Oktober 1923 wurde die Ehe der Mayers „aus Verschulden der Ehefrau“ geschieden. Das Sorgerecht für die fünfjährige Tochter erhielt der Vater. Wohl durch den Hitlerputsch im November 1923 sensibilisiert und die politische Entwicklung vorausahnend, ließ Alfred Mayer seine jüdische Tochter klugerweise katholisch taufen, bevor sie 1924 eingeschult wurde. Taufpaten waren der befreundete Stadtrat und Bibliothekar Hans Ludwig Held und der Maler Josef Eberz. Nach einem „mehrmonatigen Aufenthalt in Ascona“ widmete Helmuth Macke Mayers Tochter eine Ansicht aus dem Kanton Tessin, mit der Zuschrift: „Der lieben Eva zur Erinnerung an Ihren Aufenthalt am Lago Maggiore im August 1930 und an Ihren Helmuth Macke.“
Als Alfred Mayer am 15. April 1932 gestorben war, fand die Feuerbestattung am 18. April auf dem Ostfriedhof in München statt.

## Schriften (Auswahl)
- Emil Preetorius. In: Nord und Süd 34. Jg., 1909/10, 1. Februar-Heft.
- Emil Preetorius. In: Nord und Süd, 132. 1910, S. 213–218.
- Tschudi in München. In: Nord und Süd. 132. 1910, S. 166–169.
- Olaf Gulbransson. In: Nord und Süd. 136. 1911, S. 472–480.
- Heinrich Kley In: Nord und Süd. 139. 1911, S. 35–40.
- Alexander Moissi. In: Münchner Illustrierte Zeitung 1911, S. 40.
- Johanna Terwin. In: Münchner Illustrierte Zeitung 1911, S. 644–645.
- Thomas Theodor Heine In: Nord und Süd. 139. 1912, S. 333–337.
- Olaf Gulbransson. 50 unveröffentlichte Zeichnungen. Müller, München 1914.
- Hanns Holdt – München. Ein Künstler der Kamera. In: Deutsche Kunst und Dekoration. 37.1915/16, S. 446–454.
- Alice Trübner In: Deutsche Kunst und Dekoration. 38, 1916, S. 126.
- Carlo Mense In: Deutsche Kunst und Dekoration. 56, 1925, S. 138–141.
- Benjamin Godron – München. In: Deutsche Kunst und Dekoration. 56, 1925, S. 366–368.
- Karl Rössing – Essen. In: Deutsche Kunst und Dekoration. 57. 1925/26, S. 201–205.
- Die Sacharoffs. In: Deutsche Kunst und Dekoration. 59, 1926/27, S. 318–321.
- Thomas Theodor Heine. In: Deutsche Kunst und Dekoration. 60, 1927, S. 111.
- Genin, Robert. In: Ulrich Thieme (Hrsg.): Allgemeines Lexikon der Bildenden Künstler von der Antike bis zur Gegenwart. Begründet von Ulrich Thieme und Felix Becker. Band 13: Gaab–Gibus. E. A. Seemann, Leipzig 1920, S. 390 (Textarchiv – Internet Archive).
- Karl Zerbe. In: Die Kunst 59, 1929, S. 105–106.
- Conrad Felixmüller. In: Die Kunst 61, 1930, S. 302.

Quelle: